# جل
جَل (نام علمی:  Prunus laurocerasus)) یکی از گونه‌های سردهٔ پرونوس و زیرسردهٔ Laurocerasus است. نام‌های دیگر آن جَلی (لاهیجان ، املش ، سیاهکل)، چَرمِ لیوه، چَرمِ لیفه (تالش و گیلان)، چَرمِ گیله (آستارا)، کَرَزُالغار، غارِ گیلاسی و غار کَرَزی است. جَل درختچه‌ای به ارتفاع تا ۶ متر و دارای ارزش‌های زینتی و دارویی است.
جل گیاهی درختچه مانند است که در اروپای جنوبی و همچنین در جنگل‌های شمال ایران (درهٔ رودخانهٔ تالار) از ارتفاع ۳۰۰ تا ۱۲۰۰ متر از سطح دریا، از آستارا و تالش در استان گیلان تا استان مازندران وجود دارد. پراکنش جهانی آن ایران، شبه جزیرهٔ بالکان ، آناتولی و قفقاز است.
جل در اروپای جنوبی و همچنین در جنگل‌های شمال ایران از ارتفاع ۳۰۰ تا ۱۲۰۰ متر از سطح دریا، از آستارا و تالش در استان گیلان تا استان مازندران می‌روید.      در استان گیلان:در ارتفاع ۳۰۰ تا ۱۲۰۰ متری در اکثر نقاط گیلان بصورت پراکنده یا بصورت جمعی میروید مانند منطقه (شهسوارک جلی)
در استان مازندران: درهٔ رودخانهٔ تالار، نزدیک شیرگاه، بین عباس‌آباد و شیرگاه، نور، چمستان، درهٔ روستای واز، چمستان به طرف لاویج.

## گیاه‌شناسی

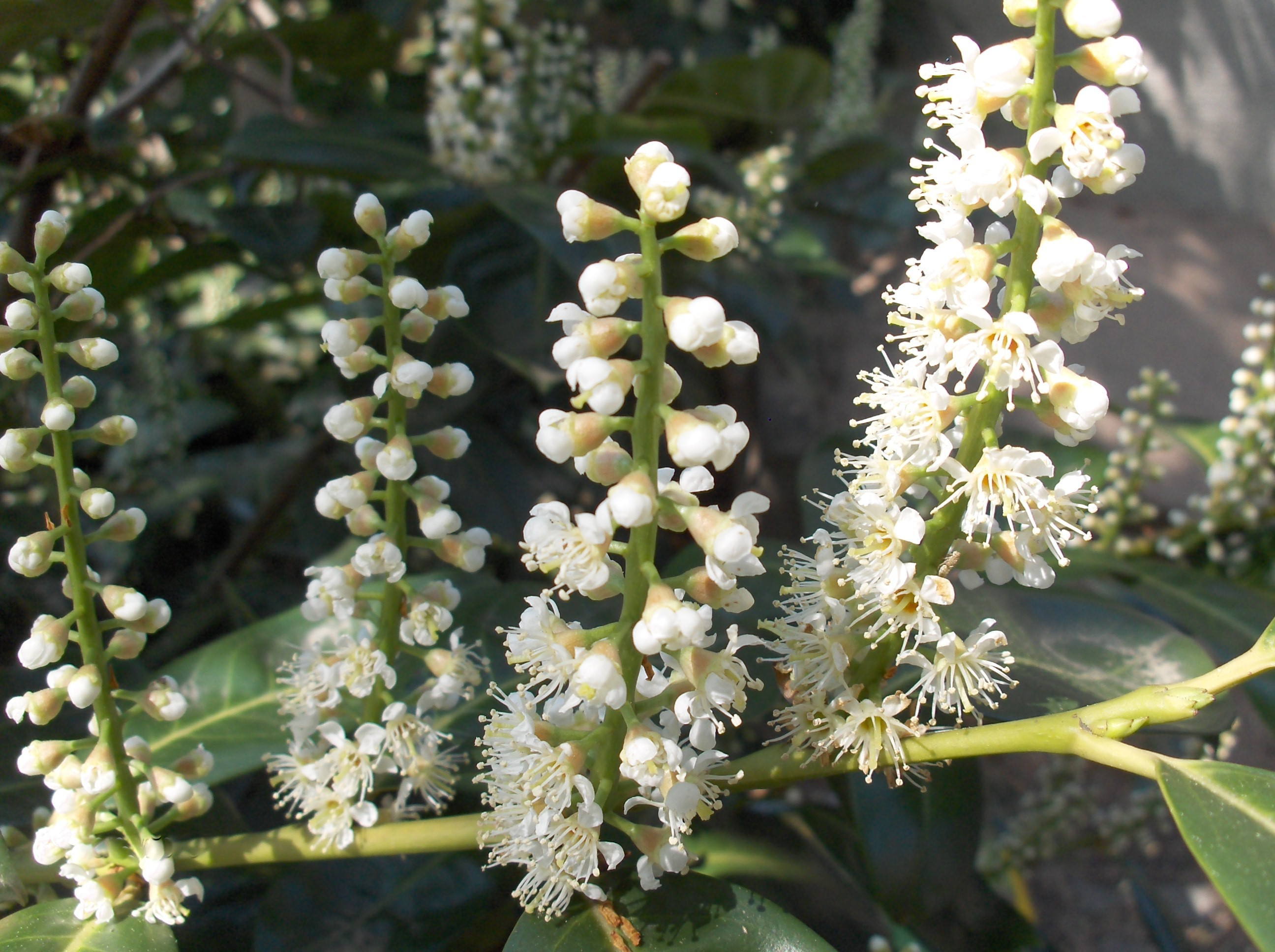
گل‌های جل.

شاخ و برگ: شاخه‌چه‌های یکساله و بدون کرک و سبزرنگ. برگ‌ها همیشه سبز به طول تا ۲۰ و عرض ۸ سانتی‌متر، مستطیلی ـ بیضوی یا مستطیلی ـ تخم مرغی، با انتهایی اغلب کمی نوک‌دار، با قاعده‌ای گرد یا گوه‌ای، با لبهٔ کمابیش دندانه‌ای تُنُک یا کامل، روی سطح بالایی سبز تیرهٔ درخشان، در سطح زیرین کم‌رنگ‌تر، با رگهٔ میانی مشخص، بدون کرک، چرمی، با غده‌های قاعده‌ای ۲–۴ تایی یا بدون غده. دم‌برگ‌ها کانال‌دار به طول تا ۵/۱ سانتی‌متر.
گل: خوشه‌ها بدون کرک، متراکم، اغلب از برگ‌ها کوتاه‌تر، به طول تا ۱۶ سانتی‌متر، فقط با برگه‌های حائل، گل‌ها سفید، به قطر حدود ۸ میلی‌متر، دمگل‌ها به طول تا ۸ میلی‌متر، بدون کرک. پرچم‌ها ۱۵–۲۵ تایی، شفت تخم مرغی، به قطر حدود ۱۰–۱۲ سانتی‌متر، با نوک تیز، ارغوانی تیره یا سیاه رنگ، هسته صاف، شیاردار (ناودار).

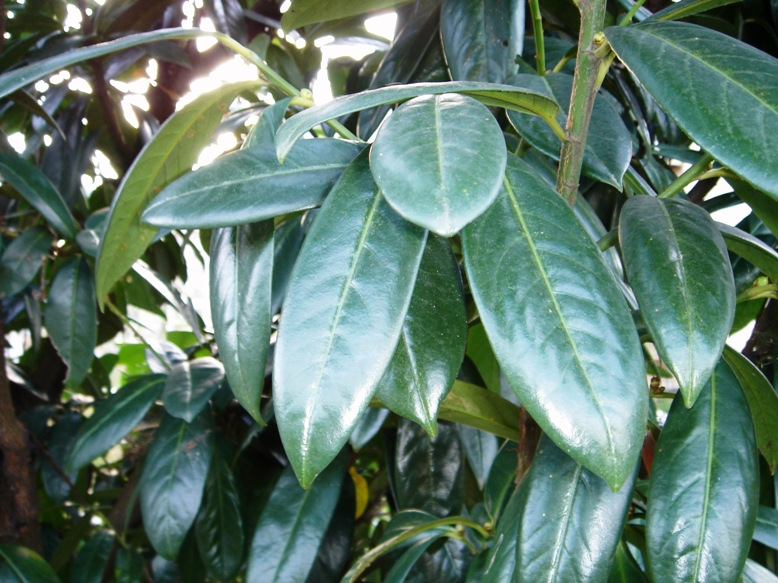
برگ‌های جل.

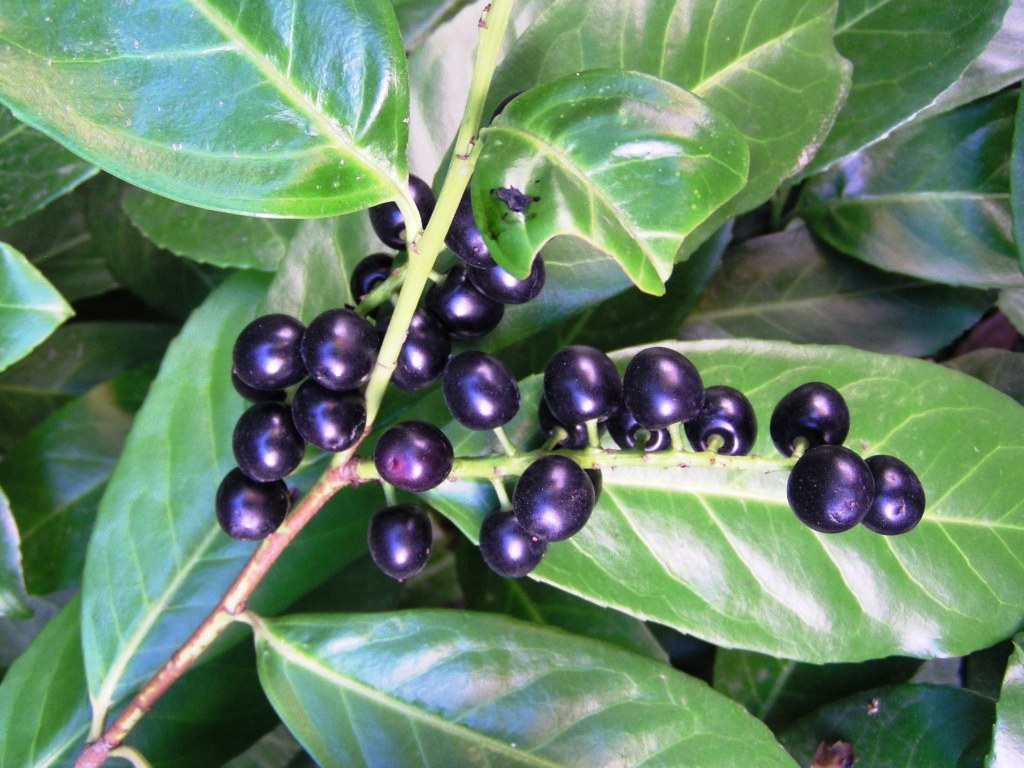
میوه‌های جل.

شاخچه‌های یکساله و بدون کرک و سبزرنگ. برگ‌ها همیشه سبز به طول تا ۲۰ و عرض ۸ سانتی‌متر، مستطیلی ـ بیضوی یا مستطیلی ـ تخم مرغی، با انتهایی اغلب کمی نوک‌دار، با قاعده‌ای گرد یا گوه‌ای، با لبهٔ کمابیش دندانه‌ای تُنُک یا کامل، روی سطح بالایی سبز تیرهٔ درخشان، در سطح زیرین کم‌رنگ‌تر، با رگهٔ میانی مشخص، بدون کرک، چرمی، با غده‌های قاعده‌ای ۲–۴ تایی یا بدون غده. دمبرگ‌ها کانال‌دار به طول تا ۵/۱ سانتی‌متر.
گل: خوشه‌ها بدون کرک، متراکم، اغلب از برگ‌ها کوتاه‌تر، به طول تا ۱۶ سانتی‌متر، فقط با برگه‌های حائل، گل‌ها سفید، به قطر حدود ۸ میلی‌متر، دمگل‌ها به طول تا ۸ میلی‌متر، بدون کرک. پرچم‌ها ۱۵–۲۵ تایی، شفت تخم مرغی، به قطر حدود ۱۰–۱۲ سانتی‌متر، با نوک تیز، ارغوانی تیره یا سیاه رنگ، هسته صاف، شیاردار.

## کاربردها
در برگ جل نوعی دیاستاز به نام سیناپتاز و نوعی گلوکزید به نام پرولورازوزید وجود دارد. این دو ماده در مجاورت آب بر یکدیگر تأثیر می‌گذارند و اسید سیانیدریک و گلوکزو آلدئیدبنزوئیک به وجود می‌آید. در برگ این گیاه تانَن و قند و مواد چرب و کمی اُکسالات کلسیم یافت می‌شود. از برگ جل در پزشکی آب مقطر لوریه سریز تهیه می‌شود که مصرف دارویی دارد. طرز تهیهٔ آب جل به این روش است که یک کیلوگرم برگ تازهٔ این گیاه را با ۴ لیتر آب می‌جوشانند تا ۱۰۰۰ گرم آب مقطر از آن حاصل شود. آب مقطر جل دارای خاصیت ضد تشنج و تسکین‌دهندهٔ سرفه است و در موارد تنگی نفس و سیاه سرفه و ناراحتی و دردهای معده و روده مصرف می‌شود. همچنین در دندان‌پزشکی در فرمول‌های دهان‌شویه‌های مسکن نیز کاربرد دارد.
در برگ این گیاه تانَن و قند و مواد چرب و کمی اُکسالات کلسیم یافت می‌شود. از برگ این گیاه در پزشکی سنتی آب مقطر لوریه سریز تهیه می‌شود که مصرف دارویی دارد. طرز تهیهٔ آب جل به این روش است که یک کیلوگرم برگ تازهٔ این گیاه را با ۴ لیتر آب می‌جوشانند تا ۱۰۰۰ گرم آب مقطر از آن حاصل شود.
آب مقطر غار گیلاسی دارای خاصیت ضد تشنج و تسکین‌دهندهٔ سرفه است و در موارد تنگی نفس و سیاه سرفه و ناراحتی و دردهای معده و روده مصرف می‌شود. همچنین در دندان‌پزشکی در فرمول‌های دهان‌شویه‌های مسکن نیز کاربرد دارد.